# Ли, Майк (политик)
Майкл Шамвэй «Майк» Ли (англ. Michael Shumway Lee; род. 4 июня 1971) — американский политик, адвокат и сенатор США от штата Юта, член Республиканской партии.

## Биография
Ли родился в городе Меса 4 июня 1971 года в семье Джанет и Рекса Ли. Его отец, Рекс Ли, был основателем и деканом Юридической школы Дж. Рубена Кларка при Университете Бригама Янга, а также генеральным солиситором США в период президентства Рональда Рейгана.
После окончания старшей школы в 1989 году Майк Ли поступил в Университет Бригама Янга. Закончив в 1994 году обучение в университете, получил степень бакалавра политической науки. В 1997 году окончил Юридическую Школу Дж. Рубена Кларка при Университете Бригама Янга. В 1998 году работал юридическим клерком в Апелляционном суде третьего округа у судьи Сэмюэля Алито. В 2002—2005 годах ассистент адвоката. В 2005—2006 адвокат губернатора штата Юта Джона Хантсмана. В 2006—2007 годах работал юридическим клерком у судьи Верховного Суда Сэмюэля Алито.
Является членом Церкви Иисуса Христа Святых Последних Дней и два года служил мормонским миссионером в Техасе. Участник движения чаепития.
Был избран в Сенат США в 2010 году, победив на республиканских праймериз действующего сенатора Боба Беннетта, в 2016 году был переизбран на второй срок.

## Семья
Майкл Ли и Шэрон Бэрр поженились в 1993 году. Пара воспитывает сыновей-близнецов Джеймса и Джона и дочь Элизу. Трое из его кузенов были избраны сенаторами.

## Политическая деятельность
Был в числе трёх сенаторов-мормонов, которые проголосовали против принятия закона о запрете трудовой дискриминации по гендерному признаку. Осенью 2013 года во время приостановления работы федерального правительства выступал против любых компромиссов с Белым Домом. Согласно социологическому опросу в октябре 2013 года 57 % опрошенных жителей штата Юта хотят, чтобы сенатор Ли был более склонен к компромиссу, а 43 % опрошенных поддерживают его прежнюю политику.
В ходе президентских праймериз Республиканской партии в 2016 году стал первым членом Сената, поддержавшим сенатора от Техаса Теда Круза. Также активно критиковал и отказался поддержать Дональда Трампа после его победы на праймериз.